# کجایی (ترانه)
کجایی ترانه‌ای به ترانه‌سرایی و خوانندگی محسن چاوشی است.
این ترانه با همخوانی سینا سرلک و آهنگ و تنظیم چاوشی ساخته شده که به عنوان تیتراژ مجموعهٔ نمایش خانگی شهرزاد منتشر شد و مورد استقبال عمومی قرار گرفت. این قطعه بیش از ۲میلیون بار در سایت موسیقی ما دانلود شد.